# 629
Évszázadok: 6. század – 7. század – 8. század
Évtizedek: 570-es évek – 580-as évek – 590-es évek – 600-as évek – 610-es évek – 620-as évek – 630-as évek – 640-es évek – 650-es évek – 660-as évek – 670-es évek
Évek: 624 – 625 – 626 – 627 –  628 – 629 – 630 – 631 – 632 – 633 – 634

## Események

### Bizánci Birodalom
- március 29. Hérakleiosz császár bevonul Jeruzsálembe.[1]
- Hérakleiosz császár látványos ünnepség keretében bevonul Konstantinápolyba és magával hozza a perzsák által elrabolt Szent keresztet. Előbb felveszi a perzsa eredetű "királyok királya", majd pedig az augustus helyett a baszileusz (görögül király) címet. Utóbbi 800 éven át lesz utódainak elsődleges címe.

### Európa
- Meghal II. Chlothar frank király. Utóda az eddig Austrasiát kormányzó fia, I. Dagobert. Dagobert Párizsba költözik, korábbi legközelebbi tanácsadói, Arnulf metzi püspök és Landeni Pippin majordomus visszavonulnak. Kiskorú féltestvére, II. Charibert megkapja Aquitaniát.

### Ázsia
- Mohamed próféta 3 ezres sereget küld a bizánci vazallus Gasszánidák ellen Palesztinába, mert állítólag megölték a követét. A Jordán folyó közelében vívott motahi csatában a túlerőben levő bizánci-arab csapatok megfutamítják a muszlimokat és mindhárom vezérüket megölik.
- Taj-cung kínai császár hadjárat indít a keleti türkök ellen.
- Hszüan-cang buddhista szerzetes Indiába indul, hogy szent szövegeket szerezzen. Úti beszámolója alapján írták később a Nyugati utazás c. regényt.
- Trónra lép Dzsomei japán császár.

### Amerika
- Tikal királya megalapítja Dos Pilas városát a Pasión folyón folyó kereskedelem ellenőrzésére. Élére a négy éves Bʼalaj Chan Kʼawiil kerül.

## Halálozások
- II. Chlothar, frank király[2]
- Dzsafar ibn Abi Tálib, Mohamed unokatestvére

## Fordítás
- Ez a szócikk részben vagy egészben  a(z)   629 című angol Wikipédia-szócikk ezen változatának fordításán alapul.  Az eredeti cikk szerkesztőit annak laptörténete sorolja fel. Ez a jelzés csupán a megfogalmazás eredetét és a szerzői jogokat jelzi, nem szolgál a cikkben szereplő információk forrásmegjelöléseként.